# Umayyaden-Moschee

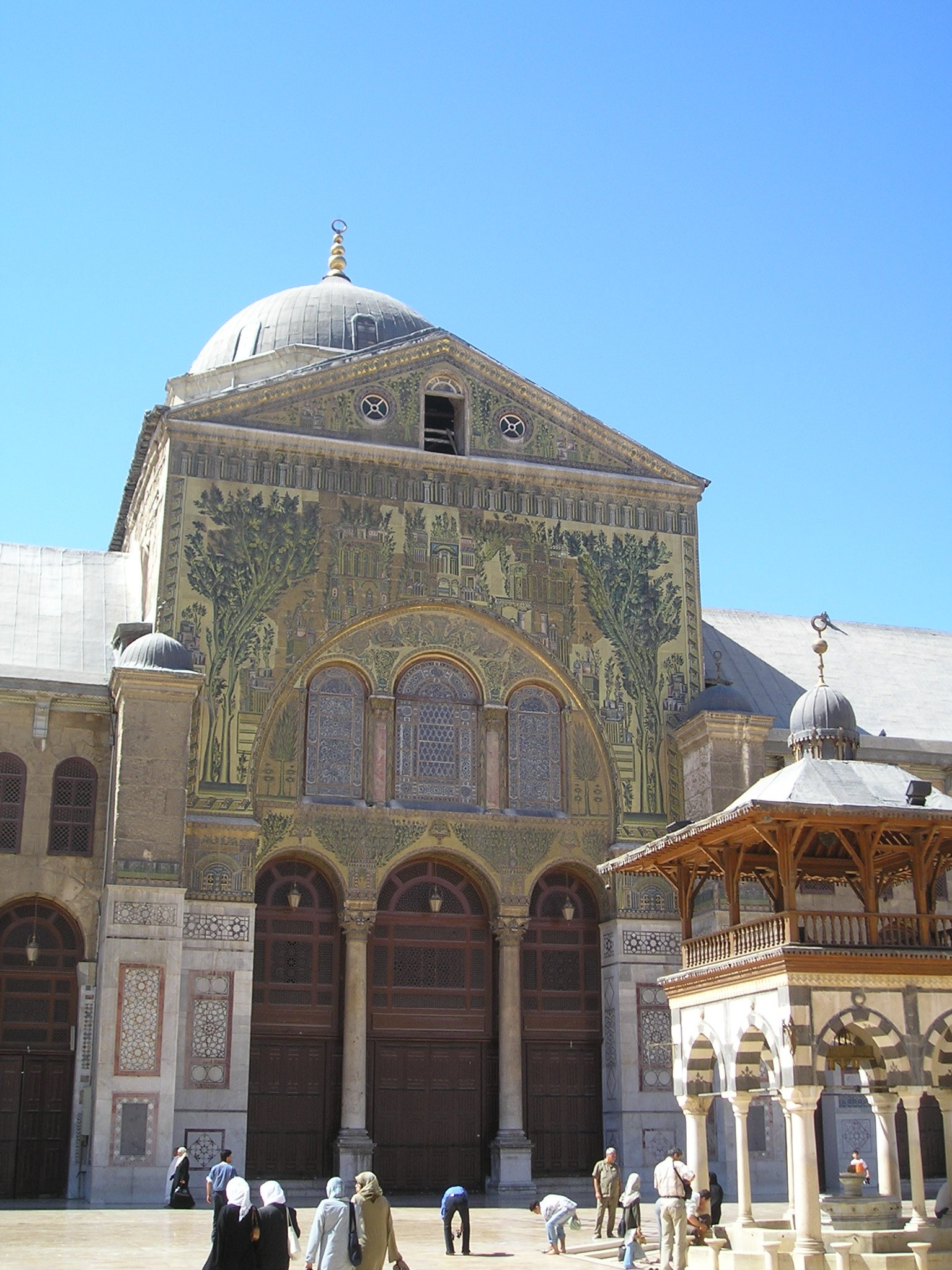
Umayyaden-Moschee in Damaskus, Südseite des Innenhofes

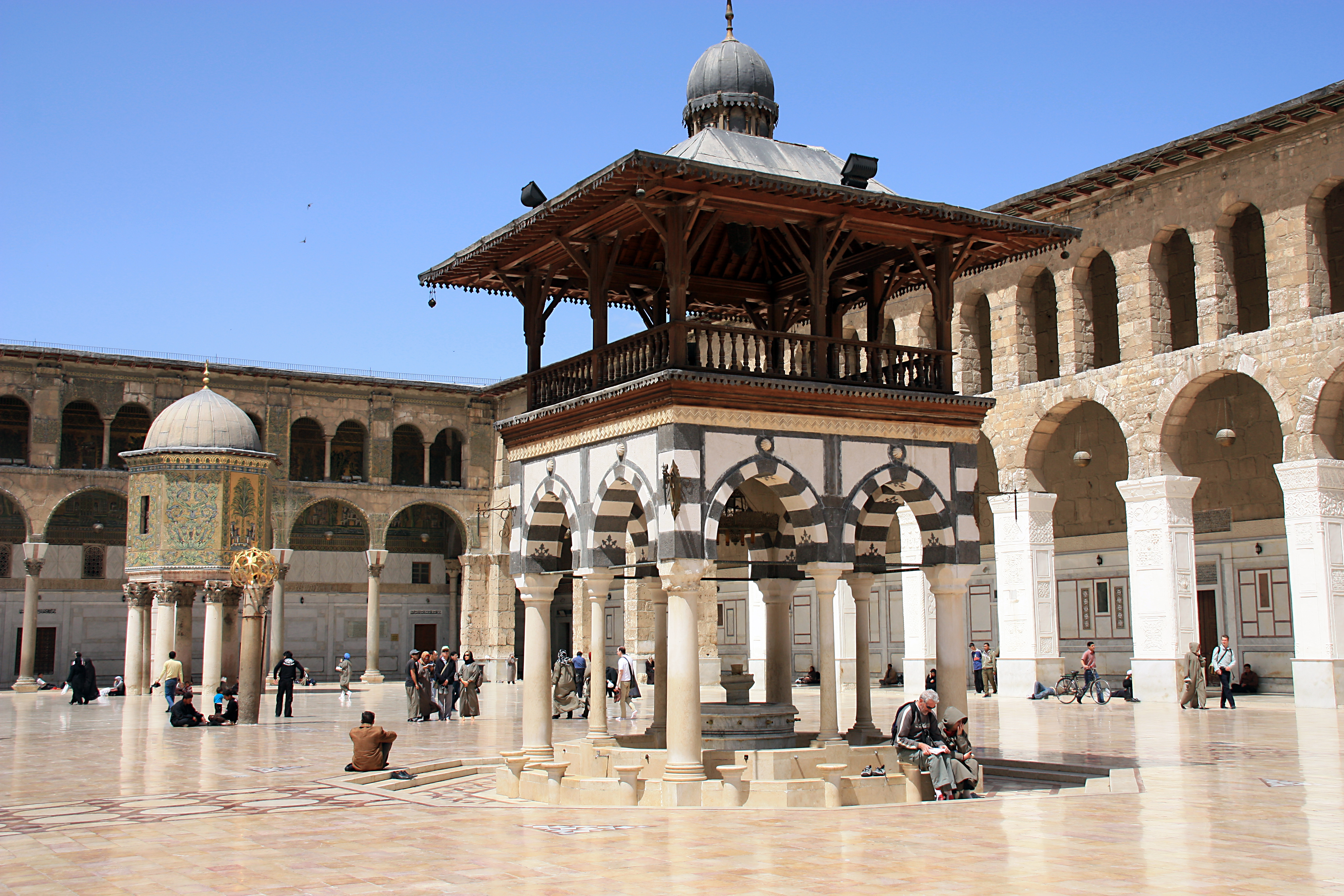
Umayyaden-Moschee in Damaskus, Westseite des Innenhofes

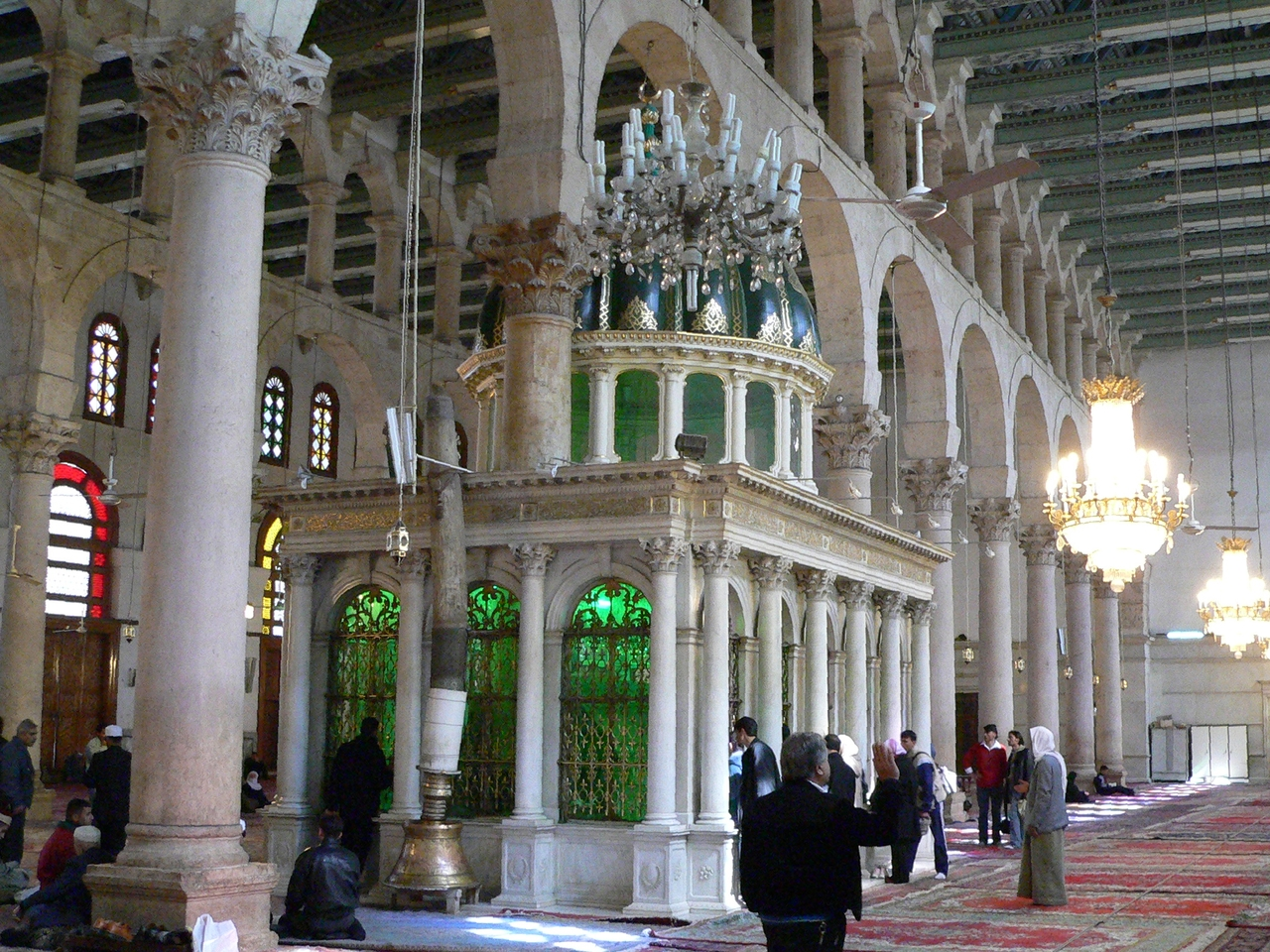
Schrein Johannes des Täufers

Die Umayyaden-Moschee, auch Omajjadenmoschee (arabisch جامع بني أمية الكبير Dschāmiʿ banī Umayya al-kabīr), ist eine Moschee in der syrischen Hauptstadt Damaskus. Sie ist eine der ältesten Moscheen der Welt und Vorbild für andere Moscheen im Baustil einer antiken Basilika (der späteren Pfeilerhallenmoschee). In vorislamischer Zeit wurde sie als eine Johannes dem Täufer geweihte, frühbyzantinische Kathedrale (Johannesbasilika) errichtet.

## Geschichte

### Vorgeschichte
Im späten 4. Jahrhundert n. Chr. wurde hier ein dem Gott Jupiter geweihter römischer Tempel, an dessen Ort mehrere Jahrhunderte zuvor bereits ein Hadad-Tempel gestanden hatte, durch eine christliche Basilika ersetzt. In der Basilika wurde gemäß der Überlieferung der Kopf Johannes’ des Täufers aufbewahrt. Nachdem sich während der arabischen Eroberung Damaskus im Jahr 636 den Muslimen ergeben hatte, diente das Gebäude noch ungefähr 70 Jahre sowohl Christen als auch Muslimen als religiöse Kultstätte.

### Entstehungszeit
Unter dem Umayyaden-Kalifen al-Walid wurde die Basilika zwischen den Jahren 708 und 715 in die heutige Moschee umgewandelt. Die gesamten Außenmauern jedoch stammen von der Basilika und wurden nicht von den Arabern errichtet. Besonders auf der Außenseite der Südmauer sind neben griechischen Ornamenten auch griechische Inschriften sowie in einigen Metern Höhe ein antikes Relief mit ausgekratztem Gesicht zu sehen. Ebenfalls erhalten sind mehrere Säulen des größeren antiken Heiligtums außerhalb der Moschee, die eindrucksvollsten von ihnen befinden sich auf der Westseite.

### Papstbesuch
Am 6. Mai 2001 betete der römisch-katholische Papst Johannes Paul II. am Schrein Johannes des Täufers in der Umayyaden-Moschee. Es handelte sich hierbei um den ersten Besuch eines Papstes in einer Moschee. Dieser Besuch stellt bis heute ein zentrales Element der Beziehungen zwischen dem Islam und der katholischen Kirche dar.
Bis zum Besuch der Sultan-Ahmed-Moschee in Istanbul durch Papst Benedikt XVI. im Jahr 2006 blieb es der einzige päpstliche Besuch in einer Moschee.

## Bauweise
Die Moschee misst 157 × 97 Meter, gehört zum Basilikatypus und erinnert stark an eine christliche Kirche. Sie hat vier Tore und drei später errichtete Minarette in verschiedenen Baustilen. Das Ostminarett trägt den Namen „Jesusminarett“. Viele Muslime glauben, an diesem Ort werde am Ende der Welt Jesus erscheinen, um gegen den Antichristen zu kämpfen.
Die Moschee umschließt einen großen Innenhof mit drei kleinen Nebengebäuden, dem Schatzhaus (Qubbat al-Chazna), dem Uhrenhaus und einem Brunnenhaus. Im Schatzhaus wurde arabischen Quellen zufolge der Staatsschatz aufbewahrt – al-Walid hielt dafür keinen Platz für geeigneter. Möglicherweise wurden im Schatzhaus jedoch nur die Spenden der islamischen Gemeinde aufbewahrt. In der weitläufigen, 140 m langen Gebetshalle mit der über 45 m hohen Al-Nissr-Kuppel (Adler) befindet sich ein Schrein, den Christen wie Muslime gleichermaßen verehren und der das Haupt Johannes des Täufers bergen soll.
Die Moschee ist mit farbigen Mosaiken verziert, die von byzantinischen Baumeistern gefertigt wurden. Besonders prächtig sind die Mosaiken in den Arkadengängen, die das Paradies darstellen – mit goldenem Himmel und 22 verschiedenen Grüntönen für das Laub der Bäume. Die Oase von Damaskus repräsentierte dabei das äußere, weltliche Paradies. Der Vorhof der Umayyadenmoschee hingegen sollte den Vorhof zum Paradies darstellen. So inszenierten sich die Umayyadenkalifen als religiöse Oberhäupter – und verwiesen zeitgleich auf den politischen Anspruch, als Sachverwalter Gottes über die Gläubigen zu herrschen.
Neben der großen Gebetshalle sind noch vier größere Hallen vorhanden. In einer davon befindet sich ein Schrein, der den Kopf al-Husains, des Enkels Mohammeds, enthalten soll. Der Schrein ist ein wichtiges Pilgerziel für Schiiten.
Unmittelbar an der Nordwestecke der Moschee befindet sich das Mausoleum des Sultans Saladin.
Wohl ebenfalls unter al-Walid erbaut wurde wenig später die Umayyaden-Moschee von Aleppo, von deren ursprünglicher Gestalt heute jedoch nichts erhalten ist. Eine weitere Moschee dieses Typs befindet sich in Almonaster la Real in Spanien.